# Порт Ројал (Јамајка)
Порт Ројал је градић који се налази на крају Палисадоеса, на ушћу луке Кингстон, на југоистоку Јамајке. Основан је 1494. године од стране Шпанаца и некада је био највећи град на Карибима, који је функционисао као центар поморства и трговине у Карипском мору до друге половине 17. века. Уништен је у земљотресу 7. јуна 1692, који је имао пратећи цунами, што је довело до оснивања Кингстона, који је сада највећи град на Јамајци. Јаки урагани редовно оштећују ово подручје. Још један јак земљотрес догодио се 1907. године.
Порт Ројал је некада био дом корсара који су имали подстицај да нападну шпанска пловила, у време када су мање европске нације оклевале да директно нападају Шпанију. Као лучки град, био је познат по својим блиставим приказима богатства и сумњивог морала. То је била популарна матична лука за корсаре које су спонзорисали Енглези и Холанђани да троше своје благо током 17. века. Када су те владе напустиле праксу издавања овлашћења за одмазду корсарима против шпанских флота са благом и поседа у каснијем 16. веку, многе посаде су постале пирати. Наставили су да користе град као своју главну базу током 17. века. Пирати из целог света окупљали су се у Порт Ројалу, долазећи из далеких вода, попут Мадагаскара.
Након катастрофе 1692. године, комерцијалну улогу Порт Ројала је постепено преузимао оближњи градић (а касније и град) Кингстон. Планови су развијени 1999. године за преуређење малог рибарског града као туристичке дестинације наслеђа за опслуживање бродова за крстарење. План је био да се искористи јединствено наслеђе Порт Ројала, са археолошким налазима из претколонијалних година као основом могућих атракција.

## Клима
Порт Ројал има тропску саванску климу са кратком сушном сезоном од јануара до априла и дугом влажном сезоном од маја до октобра. Температуре остају стабилне током целе године, а сушна сезона је нешто хладнија и креће се од 25,5 °C у јануару до 27,7 °C у мају. Просечна годишња количина падавина је 1.345 милиметара.

## Историја
Историјски домородачки народ Таино са Кариба окупирао је ово подручје вековима пре насељавања Европљана. Користили су област, коју су звали Кагвај или Кагуаја, током својих риболовних експедиција. Иако се не зна да ли су се икада населили тачно на месту где се налази Порт Ројал, зна се да су насељавали друге делове Јамајке.

### Колонијални период
Шпанци су се први пут искрцали на Јамајку 1494. године под вођством Кристифора Колумба, што је довело до уништења становништва Таина. До трајног насељавања дошло је када је Хуан де Ескивиел довео групу досељеника 1509. Они су дошли у потрази за новим земљама и вредним ресурсима, попут злата и сребра. Уместо тога, почели су да култивишу и прерађују шећерну трску. Слично као и народ Таино пре њих, изгледало је да Шпанци нису имали много користи од области Порт Ројала. Они су, међутим, задржали његово таино име. Шпанија је задржала контролу над Јамајком углавном како би спречила друге земље да дођу до острва које је било стратешки лоцирано унутар трговачких путева Кариба. Шпанија је задржала контролу над острвом 146 година, све док Енглези нису преузели контролу након њихове инвазије 1655. 
Град је заузела Енглеска 1655. током инвазије на Јамајку. До 1659. око тврђаве је подигнуто две стотине кућа, продавница и магацина; до 1692. пет утврђења бранило је луку. Енглези су прво место назвали Кагвеј, али су га убрзо преименовали у Порт Ројал. Током већег дела периода између енглеског освајања и земљотреса 1692. године, Порт Ројал је служио као незванични главни град Јамајке, док је Шпански град остао званични главни град. Године 1872. влада је одредила Кингстон, највећи град, за главни град.

### Корсари
Порт Ројал је у почетку представљао сигурну луку за корсаре, а потом и за пирате који плове бродским путевима ка и из Шпаније и Панаме. Буканири су сматрали Порт Ројал привлачним из неколико разлога. Његова близина трговачким путевима омогућила им је лак приступ плену, али најважнија предност је била близина луке до неколико јединих сигурних пролаза или мореуза који су омогућавали приступ шпанском главном делу са Атлантика. Лука је била довољно велика да прими њихове бродове и пружала је место за превоз и поправку ових пловила. Такође је био идеално смештен за покретање рација на шпанска насеља. Из Порт Ројала, Кристофер Мингс је протерао Кампече, а Хенри Морган је напао Панаму, Портобело и Маракаибо. Поред тога, буканери Роке Бразилиано, Џон Дејвис (Роберт Сирл) и Едвард Мансвелт користили су Порт Ројал као базу операција. 
Године 1657., као решење за своје одбрамбене проблеме, гувернер Едвард Д'Оли је позвао браћу са обале да дођу у Порт Ројал и учине га својом матичном луком. Браћа су била састављена од групе пирата који су били потомци буканира за лов на стоку, који су се окренули пиратству након што су их опљачкали Шпанци (и касније избачени из Хиспањоле). Ови пирати су концентрисали своје нападе на шпанско бродарство, чији су интереси сматрани главном претњом за град. 
Енглеским корсарима је гувернер Јамајке дао овлашћења за одмазду. Отприлике у исто време када су пирати позвани у Порт Ројал, Енглеска је покренула серију напада на шпанске бродове и обалне градове. Слањем новоименованих корсара за шпанским бродовима и насељима, Енглеска је успешно успоставила систем одбране за Порт Ројал. Шпанија је била принуђена да непрестано брани своју имовину и није имала средства да поврати своју земљу.
Шпанија није могла поново да преузме острво и, због корсара, више није могла редовно да снабдева своје колоније у Новом свету произведеном робом. Трговци и корсари су радили заједно у ономе што се данас назива „присилна трговина”. Трговци би спонзорисали трговачке подухвате са Шпанцима, док би такође спонзорисали корсаре да нападају шпанске бродове и пљачкају шпанске приобалне градове. Док су трговци сигурно имали предност, корсари су били саставни део операције. 
Нуала Захедије, предавач на Универзитету у Единбургу, написала је цитат: „И противници и заговорници такозване „присилне трговине ” изјавили су да богатство града има сумњиву дистинкцију између потпуно заснованог на задовољавању потреба корсара и веома уносне трговине вредном робом.“ . . . „Извештај да се 300 мушкараца који су пратили Хенрија Моргана у Портобело 1668. вратили у град са наградом коју треба потрошити у износу од најмање 60 фунти (два или три пута већа од уобичајене годишње плате на плантажама) не оставља никакву сумњу да су били у праву.
Принудна трговина постала је готово начин живота у Порт Ројалу. Мајкл Посон и Дејвид Бусер су написали „...на овај или онај начин изгледа да су скоро сви имућни становници Порт Ројала заинтересовани за корсарење.“  Присилна трговина је брзо учинила Порт Ројал једном од најбогатијих заједница у енглеским територијама Северне Америке, далеко превазилазећи сваки профит остварен од производње шећерне трске. Захедије је написала: „Само напад на Портобело [1668.] донео је пљачку у вредности од 75.000 фунти, што је више од седам пута више од годишњег извоза шећера са острва, који по ценама у Порт Ројалу у то време није прелазио 10.000 фунти.
Пошто Енглеска није имала довољно трупа да спрече Шпанце или Французе да га заузму, гувернери Јамајке су се на крају окренули пиратима да бране град. До 1660-их град је, за неке, постао гусарска утопија и стекао је репутацију „Содоме Новог света“, где су већина становника били пирати, убице или проститутке.
Постоје чак и спекулације у гусарском фолклору да је злогласни Црнобради (Едвард Тич) срео мајмуна урлача, док је био у пивници у Порт Ројалу, кога је назвао Џеферсон и са њим успоставио јаку везу током експедиције на острво Њу Провиденс. Недавна генеалошка истраживања показују да су се Црнобради и његова породица преселили на Јамајку, где је Едвард Тач млађи наведен као морнар у Краљевској морнарици на броду ХМС Виндсор 1706. године. Порт Ројал је имао користи од ове живахне, гламурозне срамоте и израстао је у један од два највећа града и економски најважнију луку у енглеским колонијама. На врхунцу популарности, град је имао једну пијацу на сваких 10 становника. Само у јулу 1661. кафанама је додељено 40 нових дозвола. Током 20-годишњег периода који се завршио 1692. године, скоро 10.000 људи је живело у Порт Ројалу. Поред проститутки и буканира, било је четири златара, 44 кафана и разних занатлија и трговаца који су живели у 2.000 зграда нагураних на 51 хектар. 213 бродова посетило је поморску луку 1688. Богатство града је било толико да су кованице биле префериране за плаћање у односу на уобичајени систем размене робе за услуге. 
Након именовања Хенрија Моргана за подгувернера, Порт Ројал је почео да се мења. Пирати више нису били потребни за одбрану града. Продаја робова је добила већи значај. Угледним грађанима није се допао углед који је град стекао. Године 1687. Јамајка је донела законе против пиратерије. Сходно томе, уместо да буде сигурно уточиште за пирате, Порт Ројал је постао познат као место њиховог погубљења. Гелоус Поинт је био место смрти многима, укључујући Чарлса Вејна и Калико Џека, који су обешени 1720. Отприлике пет месеци касније, позната жена гусар Мери Рид умрла је у јамајчанском затвору у Порт Ројалу. Две године касније, 41 гусар је умро за месец дана.

### Краљевска морнарица
Под британском влашћу, Краљевска морнарица је користила пристаниште у Порт Ројалу и изнајмила зграду на обали да служи као складиште. Од 1675. године, стални поморски официр је био одређен да надгледа ове објекте; међутим, развој је прекинут земљотресом 1692. године. После земљотреса, покушано је да се уместо тога успостави поморска база у Порт Антонију, али се тамошња клима показала непријатном. Од 1735. Порт Ројал је поново постао фокус пажње Адмиралитета.

### Земљотрес 1692. године
Град је брзо растао, достигавши популацију од око 6.500 људи и око 2.000 станова, до 1692. Како се земља на којој се градило смањивала, постала је уобичајена пракса да се или попуне површине воде и да се на њима изгради нова инфраструктура, или једноставно градити зграде више. Зграде су постепено постајале све теже како су становници усвајали домове у стилу цигле своје родне Енглеске. На крају, сви ови одвојени фактори допринели су предстојећој катастрофи.
Дана 7. јуна 1692. године, разорни земљотрес је погодио град, узрокујући да је изгубљен већи део његовог северног дела – а са њим и многе градске куће и друге зграде. Многе тврђаве су такође уништене; Тврђава Чарлс је преживела, али су тврђаве Џејмс и Карлајл потонуле у море, тврђава Руперт је постала велика област воде, а велика штета је начињена области познатој као Морганова линија.
Иако је земљотрес погодио цело острво Јамајка, грађани Порт Ројала су били у већем ризику од смрти због опасног песка, падајућих зграда и цунамија који је уследио. Иако су локалне власти покушале да уклоне или потопе све лешеве из воде, нису успеле; неки су једноставно побегли од њих, док су други били заробљени на местима која су била неприступачна. Неодговарајући смештај, недостатак лекова или чисте воде и чињеница да је већина преживелих постало бескућници довели су до тога да многи људи умру од малигне грознице. Земљотрес и цунами убили су између 1.000 и 3.000 људи заједно, скоро половину градске популације. Болест је била у порасту у наредних неколико месеци, убивши око 2.000 додатних људи.
Историјски земљотрес на Јамајци од 7. јуна 1692. године може се прецизно датирати не само по датуму, већ и по добу дана. Ово је документовано извлачењем са морског дна шездесетих година 20. века џепног сата заустављеног у 11:43, бележећи време разорног земљотреса.

### Земљотрес 1907. и новија историја
Разорни земљотрес 14. јануара 1907. разбио је пешчану пљувачу, уништивши скоро цео обновљени град, потопивши додатне делове и нагнувши Кућу Гиди, складиште артиљерије изграђено око 1880. која је данас мања туристичка атракција.
Данас је ово подручје сенка некадашњег себе са популацијом од мање од 2.000 људи која има мали или никакав комерцијални или политички значај. Ову област посећују туристи, али је у запуштеном стању. Влада Јамајке је недавно одлучила да даље развија ово подручје због његове историјске и туристичке вредности. Ово је делимично резултат одустајања од планова започетих раних 1960-их да се град развије као лука и дестинација за крстарење. Планови су подстакли археолошка истраживања на локалитету, што је заузврат довело до обуставе развоја само као луке, али сада укључује археолошке и друге атракције.
До 2019. године изграђено је плутајуће пристаниште где је могао пристати брод за крстарење; први брод је стигао 20. јануара 2020. Туристи са неколико бродова (након што су ефекти пандемије ковид 19 престали) могли би бити од користи за град, али „има још много посла да се уради ако ће град постати „ баштина светске класе, еколошка и културна атракција““ према извештају BBC Travel објављеном у септембру 2020. године